# 水集街道
水集街道是中国山东省青岛市莱西市下辖的一个街道。是莱西市政府所在地，全市政治、经济、文化中心。街道面积146.42平方千米，2010年人口125956人。

## 行政区划
现辖：
月湖街社区、中兴路社区、商业街社区、南京北路社区、昌华社区、黄海西路社区、蓬莱路社区、文化路社区、琴岛中路社区、黄海路社区、永兴街社区、泰安路社区、颐和花苑社区、深圳路社区、北京路社区、济南路社区、香港路社区、水集一村、水集二村、水集三村、北庄村、前疃村、炉上村、岚上村、周家岭村、展格庄村、白玉庄村、南于家庄村、隋家屯村、夏家屯村、后于格庄村、汪家疃村、前于格庄村、范家疃村、朱翠村、石佛院村、谭彪庄村、张家庄村、寨南村、李家疃村、史家疃村、义谭店村、沙旺庄村、任家疃村、岗河头村、沽河头村和沙岭村。